# Costa de Almería
De Costa de Almería is een gebied aan de zuidoostkust van Spanje in de provincie Almería in Andalusië. De Costa de Almería strekt zich uit tussen Adra, rond Cabo de Gata tot aan Mojácar. Tevens aan de kustlijn bevindt zich het natuurpark van Cabo de Gata/Níjar, een nog onbedorven stuk landschap. 

## Landschap
Het landschap is woestijnachtig en heeft een lage hoeveelheid jaarlijkse neerslag. Het gebied is dunbevolkt. Het landschap wordt sterk gevormd door het 'mar de plastico'. I  de provincie Almeria wordt op zeer grote schaal in kassen uit plastic groente verbouwd. Dit wordt zo intensief gedaan, dat deze kassen het gehele landschap vullen. Er bestaan zorgen over de arbeidsomstandigheden in de kassen. Op luchtfoto's is de presentie van de kassen goed te zien.

## Spaghettiwesterns
In dit gebied zijn vele zogenaamde "spaghettiwesterns" opgenomen vanwege de ideale omstandigheden van de natuur, door het woestijnachtige landschap, dat veel weg heeft van het Wilde Westen van de Verenigde Staten van Amerika. In Tabernas kan men Mini-Hollywood bezoeken waar deze films zijn opgenomen en tevens zijn er cowboyshows te bekijken.

## Plaatsen
Aan de westzijde van Costa de Almería liggen de plaatsen Roquetas de Mar, Aquadulce, Almerimar en Adra. Meer naar het noorden liggen de plaatsen: Mojácar en Vera.